# 3342 Fivesparks
A 3342 Fivesparks (ideiglenes jelöléssel 1982 BD3) a Naprendszer kisbolygóövében található aszteroida. Oak Ridge Observatory fedezte fel 1982. január 27-én.